# Mauzac-et-Grand-Castang
Mauzac-et-Grand-Castang ist eine französische Gemeinde mit 876 Einwohnern (Stand 1. Januar 2022) im Département Dordogne in der Region Nouvelle-Aquitaine (vor 2016: Aquitanien). Die Gemeinde gehört zum Arrondissement Bergerac und zum Kanton Lalinde.
Der Name lautet in der okzitanischen Sprache Mausac e Grand Castanh. Der erste Namensteil leitet sich vom Namen eines Landguts in gallischer Zeit ab, das einem „Mausos“ gehörte, oder aber von „Maletius“, einer Person in gallorömischer Zeit. Der zweite Namensteil stammt vom südokzitanischen „castanh“ (deutsch Kastanienbaum).
Die Einwohner werden Mauzacois und Mauzacoises genannt.

## Geographie
Mauzac-et-Grand-Castang liegt circa 25 Kilometer östlich von Bergerac im Gebiet Bergeracois der historischen Provinz Périgord an der Grenze zum Gebiet Périgord noir.
Umgeben wird Mauzac-et-Grand-Castang von den Nachbargemeinden:
|                 | Sainte-Foy-de-Longas                        | Pezuls   |
| Pressignac-Vicq | Kompassrose, die auf Nachbargemeinden zeigt | Trémolat |
| Lalinde         | Badefols-sur-Dordogne                       | Calès    |

Mauzac-et-Grand-Castang liegt am rechten Ufer und somit im Einzugsgebiet des Flusses Dordogne. Neben dem Canal de Lalinde bewässert auch der Ruisseau de Barbeyrol, ein Nebenfluss der Louyre, das Gebiet vom Mauzac-et-Grand-Castang, in dem er entspringt.

## Geschichte
Am 1. Januar 1973 schlossen sich die ehemaligen Gemeinden Mauzac-et-Saint-Meyme-de-Rozens und Grand-Castang zur neu entstandenen Gemeinde Mauzac-et-Grand-Castang zusammen, wobei Grand-Castang den Status einer Commune associée erhielt.

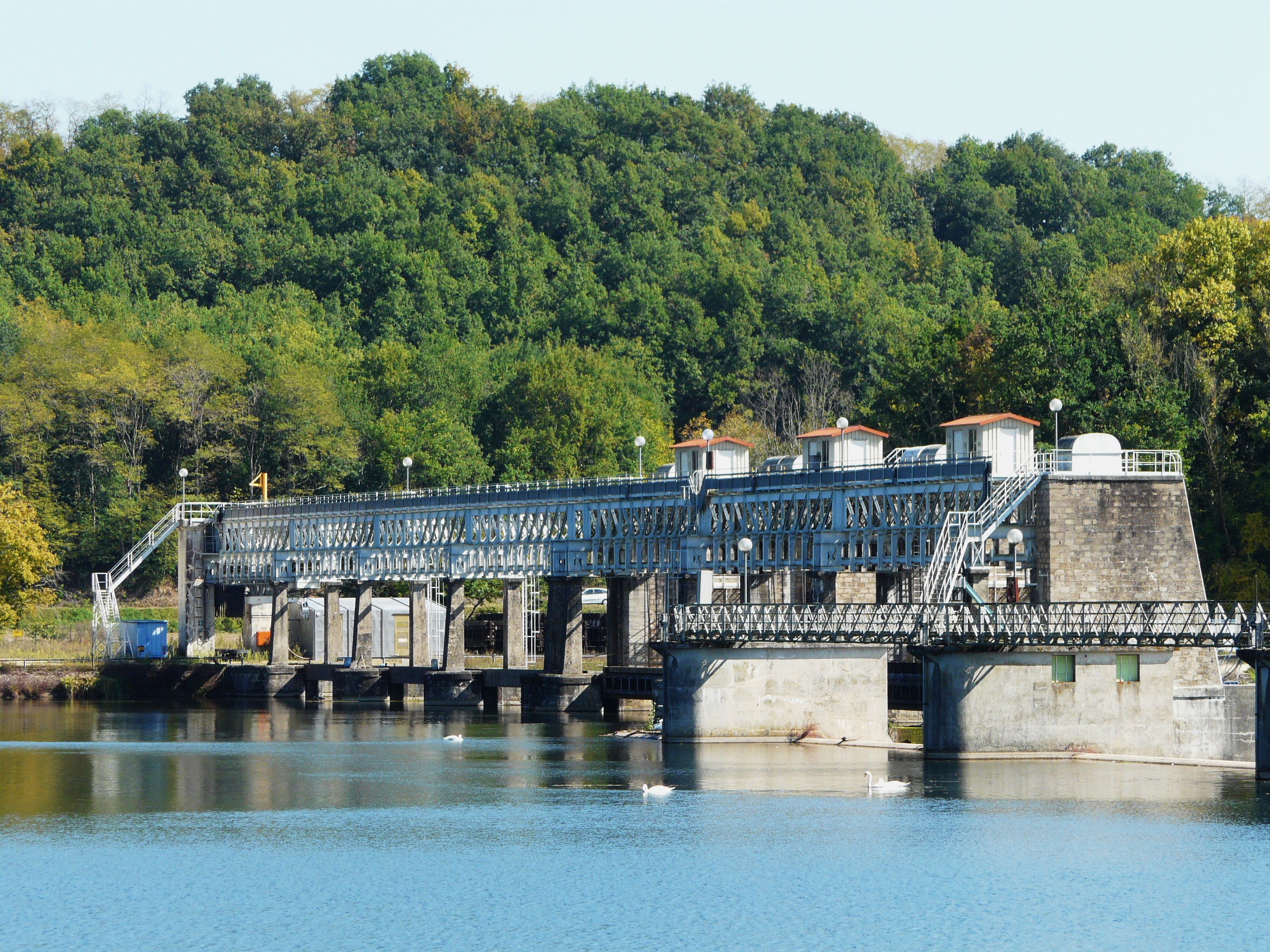
Stauwehr bei Mauzac

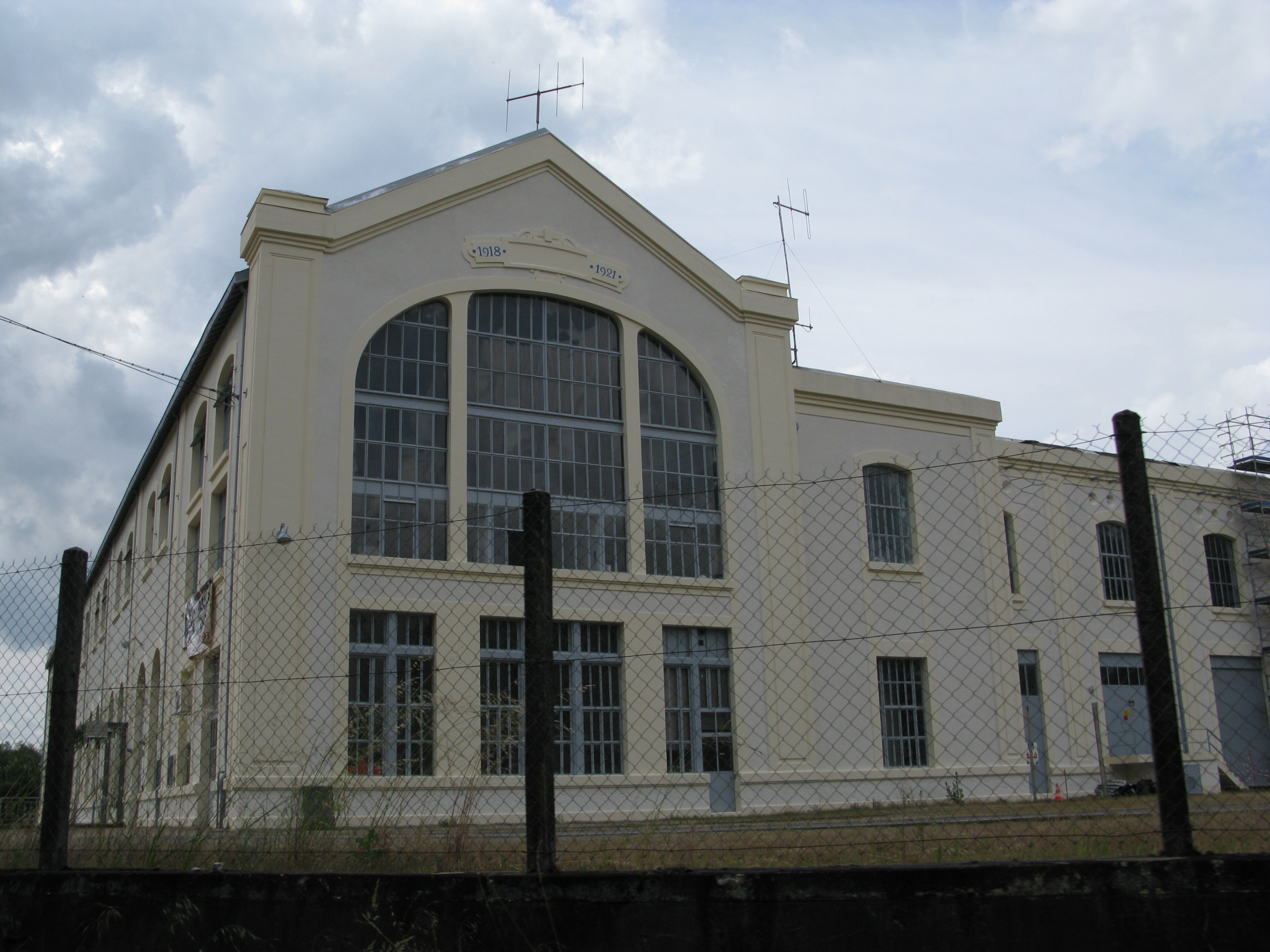
Wasserkraftwerk bei Mauzac

Vor 35.000 Jahren gewährten die Grotten Roquebecude und Roquegrosse Cro-Magnon-Menschen eine Unterkunft. Sie hinterließen uns unter anderem behauene Feuersteine, Speerspitzen und Harpunen aus Knochen. Die Cluzeau de la Mariotte, eine künstliche Höhle, die in den Felsen gehauen worden war, war im fünften Jahrhundert ein Wachtposten über eine Furt über die Dordogne. Im Jahre 847 fielen die Normannen in das Gebiet ein und plünderten und brandschatzten die Abteikirche St-Martial in Paunat. Im 13. Jahrhundert unterstanden die Pfarrgemeinden von Mauzac und Saint Meyme der Gerichtsbarkeit der Kastellanei von Millac, heute ein Weiler von Mauzac-et-Grand-Castang. Das Lehen vom Millac diente dem Erzbistum Bordeaux. Im Jahre 1382 gab es ein Priorat unter dem Namen Saint Maximus de Rosano, das dem Benediktinerkloster von Fongauffier in Sagelat unterstand. Ab dem 17. Jahrhundert stieg die Dordogne für einige Jahrhunderte zu einer wichtigen Route für Handel und Kultur auf. Flussschiffe konnten bis zu 50 Tonnen Gut über den Fluss transportieren. Dauben, Körbe, Wein, Käse, aber auch Güter aus Metall, wie Kanonen und Kanonenkugeln für die Marine, wurden nach Bordeaux verschifft. Durch das Treideln konnte im Gegenzug Salz, Gewürze und Zucker in das Oberland transportiert werden. Aufgrund von Schiffbrüchen an den Stromschnellen bei Gratusse in der Gemeinde Lalinde wurde 1838 bis 1843 ein erstes Wehr und der Canal de Lalinde gebaut. 1879 wurde die Brücke und die Teilstrecke der Eisenbahn von Bergerac nach Le Buisson-de-Cadouin fertiggestellt. Von 1910 bis 1918 wurde das Wehr bei Mauzac-et-Grand-Castang für das 1920 errichtete Wasserkraftwerk erhöht. Von 1949 bis 1951 wurde das Wehr nochmals um 1,1 m erhöht, um die Stromerzeugung mittels einer sechsten Turbine zu erhöhen. Automatische Ventile wurden eingebaut, um den Abfluss bei Hochwasser zu verbessern. Hierdurch wurde gleichzeitig ein Stausee mit einer Fläche von über 1000 Hektar geschaffen.

### Camp de Mauzac
Zu Beginn des Jahres 1939 beschloss die französische Regierung ein Aufrüstungsprogramm. In diesem Zusammenhang wurde rund 1.000 Hektar Land auf dem Gebiet der Gemeinde Mauzac angekauft, um dort eine Fabrik zur Herstellung von Chlorgasgranaten zu errichten. Zum Betrieb dieser „Pulverfabrik Mauzac“ wurden zwei Camps mit zusammen 1.800 Plätzen für die Arbeiter errichtet. Mit dem Waffenstillstand von Compiègne (1940) wurden die Arbeiten in der Fabrik eingestellt, die Wohn-Baracken aber einer neuen Verwendung zugeführt.
Die Baracken waren auf zwei Camps verteilt: auf das Camp Nord, das sich eigentlich auf dem Gelände des Ortsteils  Sauvebœuf der Gemeinde Lalinde befand, und auf das Camp Sud. Das Camp Nord fungierte vom 6. November 1940 bis zum 2. Mai 1945 als Militärgefängnis. Ab 1949 wurden hier Verbannte aus den Kolonialgefängnissen untergebracht und von Juni 1961 bis März 1962 politische Gefangene im Zusammenhang mit dem Algerienkrieg. Von Oktober 1962 bis Februar 1971 diente Camp Nord der Unterbringung von Kriegsdienstverweigerern.
Das Camp Sud wurde als Außenlager von Camp Nord betrieben und diente fortan als „Zentrum für überwachte Aufenthalte“, in dem das Vichy-Regime vorwiegend „unerwünschte Personen“ unterbrachte. Es war aber auch Unterbringungsort für Fremdarbeiter-Einheiten, die in sogenannten „Compagnies de travailleurs étrangers“ (CTE) und später im „Groupement de travailleurs étrangers“ (GTE) zusammengefasst waren. In Mauzac waren es überwiegend spanische Republikaner, die unter militärischer Aufsicht Zivilarbeiten leisten mussten. Die GTE-Einheit 652 war in Mauzac vom August 1941 bis zum Dezember 1942 stationiert.  Hier sollen  auch Juden interniert worden sein, die bei dem Versuch, die Demarkationslinie illegal zu überqueren, festgenommen wurden; sie wurden dann nach Deutschland deportiert.
Nach dem Ende des Zweiten Weltkriegs wurden die Lager in unterschiedlicher Weise als Haftanstalten genutzt und sind die Keimzellen der bis heute existierenden Haftanstalt Mauzac.

### Toponymie
Toponyme und Erwähnungen von Mauzac waren:
- Mauzac (1382, Niederschrift von Pierre des Mortiers),
- Mauzacum (1471, Kataster des Erzbistums Bordeaux),
- Mauzac (1750 und 1793, Karte von Cassini bzw. Notice Communale),
- Mauzac et Saint-Maime-de-Rozens und Mauzac-et-Saint-Meyme-de-Rozens (1801, Bulletin des Lois).[10][11][12]

### Wappen

Wappen der Gemeinde Mauzac-et-Grand-Castang

Das Wappen lässt sich folgendermaßen interpretieren. Es erinnert an die drei ehemaligen Pfarrgemeinden, auf die die heutige Gemeinde zurückgeht. Die Pfarrgemeinde von Grand-Castang wird durch einen Kastanienbaum mit zwölf Früchten als ein Symbol der Freigiebigkeit repräsentiert. Die Kirche steht für die Pfarrgemeinde Rozan und der Kahn auf einem Fluss symbolisiert die Pfarrgemeinde von Mauzac.

### Einwohnerentwicklung
Seit der Gründung der neuen Gemeinde stieg die Einwohnerzahl bis zu Anfang der 1990er Jahre auf einen Höchststand von rund 960. In der Folgezeit sank die Größe der Gemeinde ein wenig, stabilisierte sich in jüngster Zeit auf einem Niveau von knapp 900 Einwohnern.
| Jahr      | 1975 | 1982 | 1990 | 1999 | 2006 | 2010 | 2016 |
| --------- | ---- | ---- | ---- | ---- | ---- | ---- | ---- |
| Einwohner | 688  | 772  | 958  | 868  | 844  | 862  | 875  |

## Sehenswürdigkeiten

### PfarrkircheSaint-Roch
Die heutige Kirche wurde am 23. November 1866 dem heiligen Rochus von Montpellier, Schutzpatron der Pfarrgemeinde geweiht.

Pfarrkirche Saint-Roch
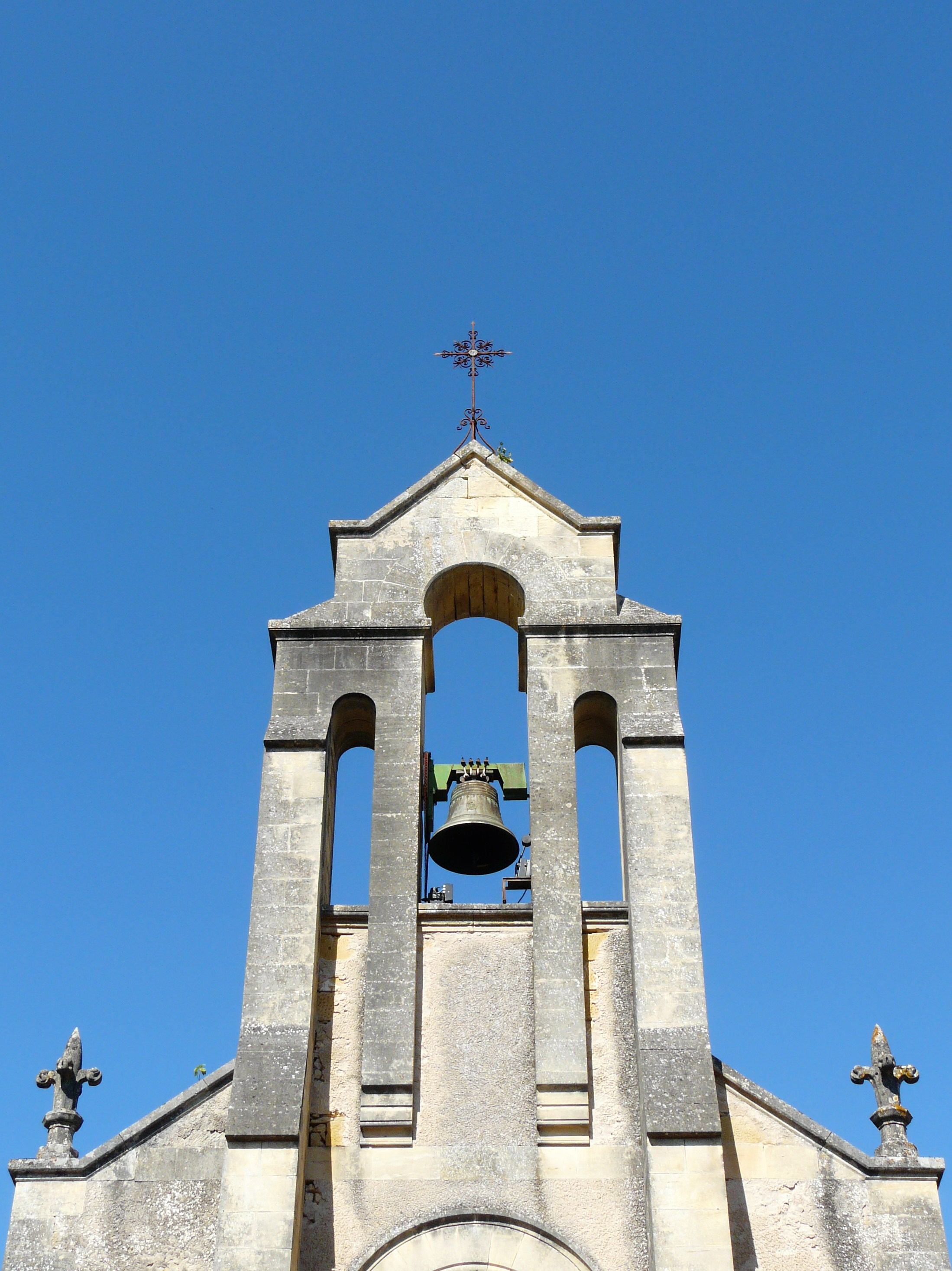
Glockenturm
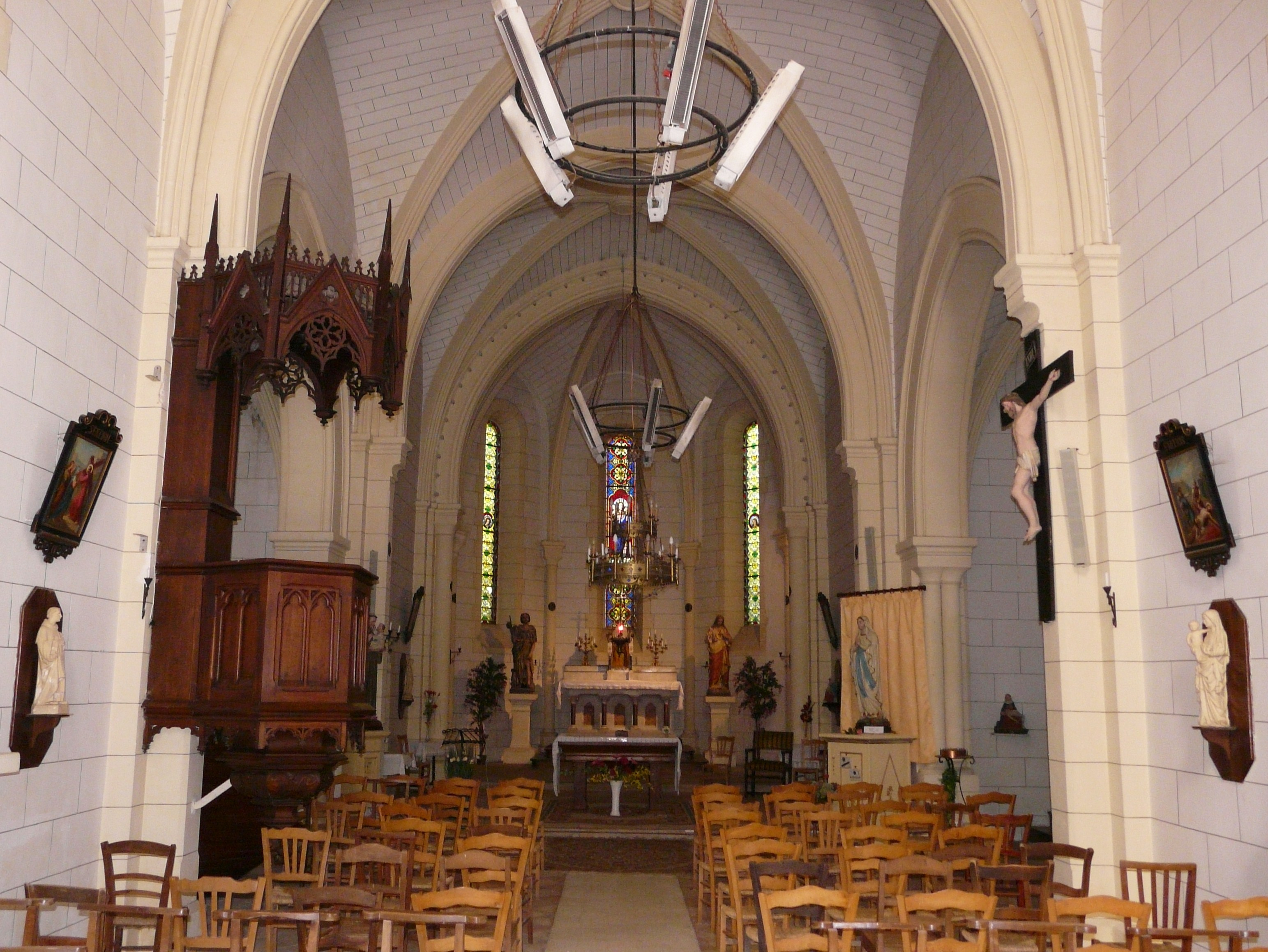
Kirchenschiff mit Blick auf den Chor
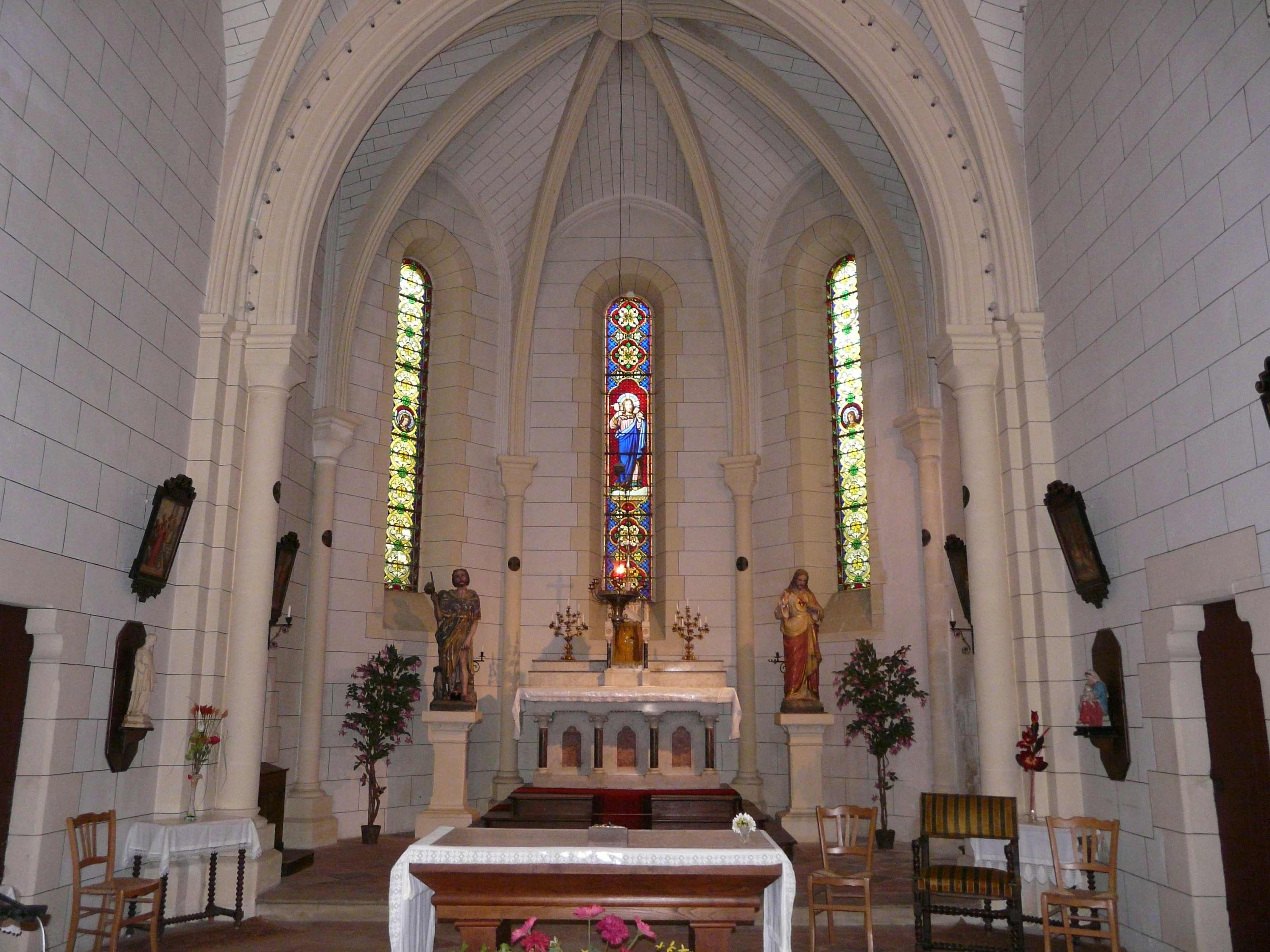
Chor
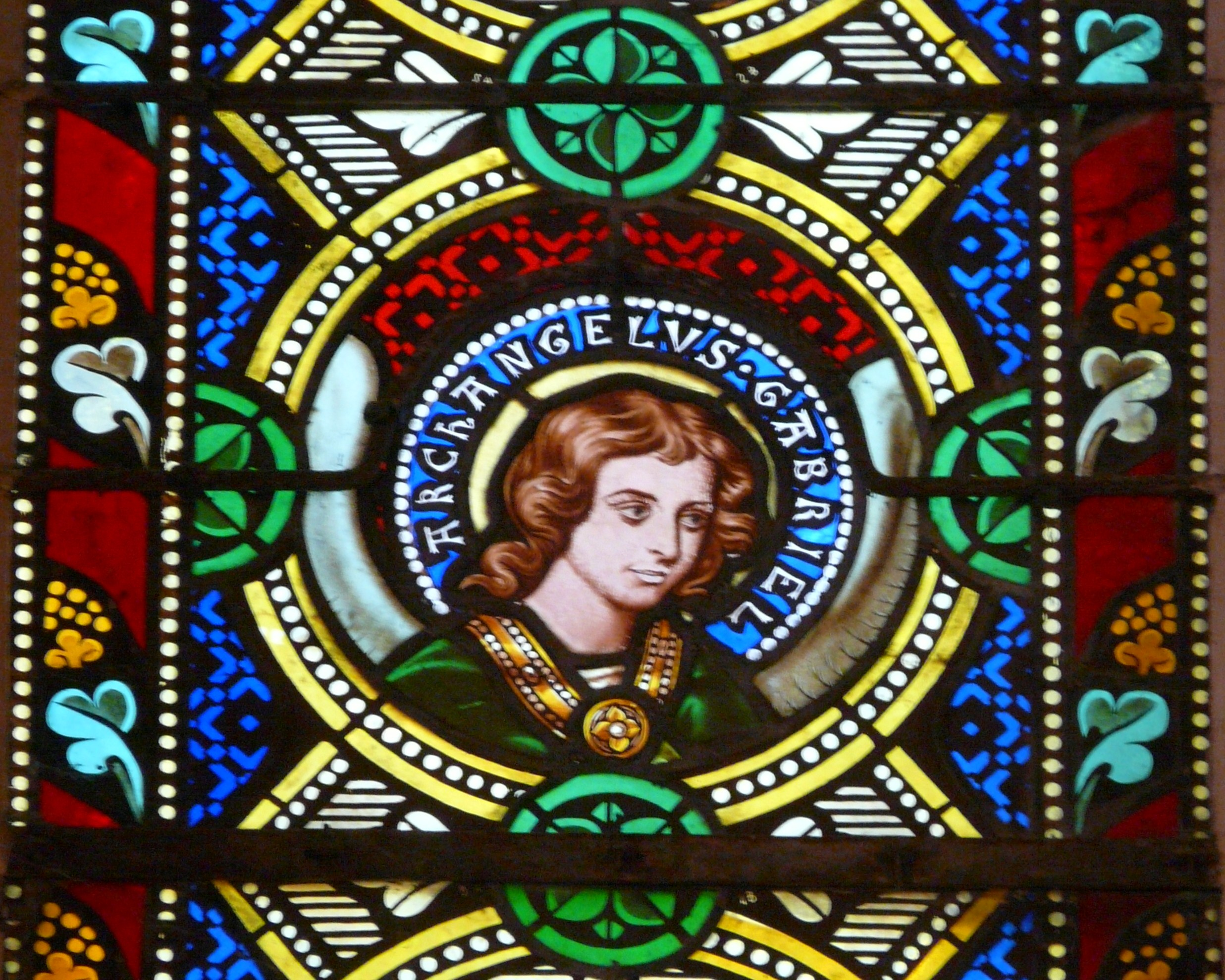
Detail eines Glasfensters im Chor mit dem Erzengel Gabriel
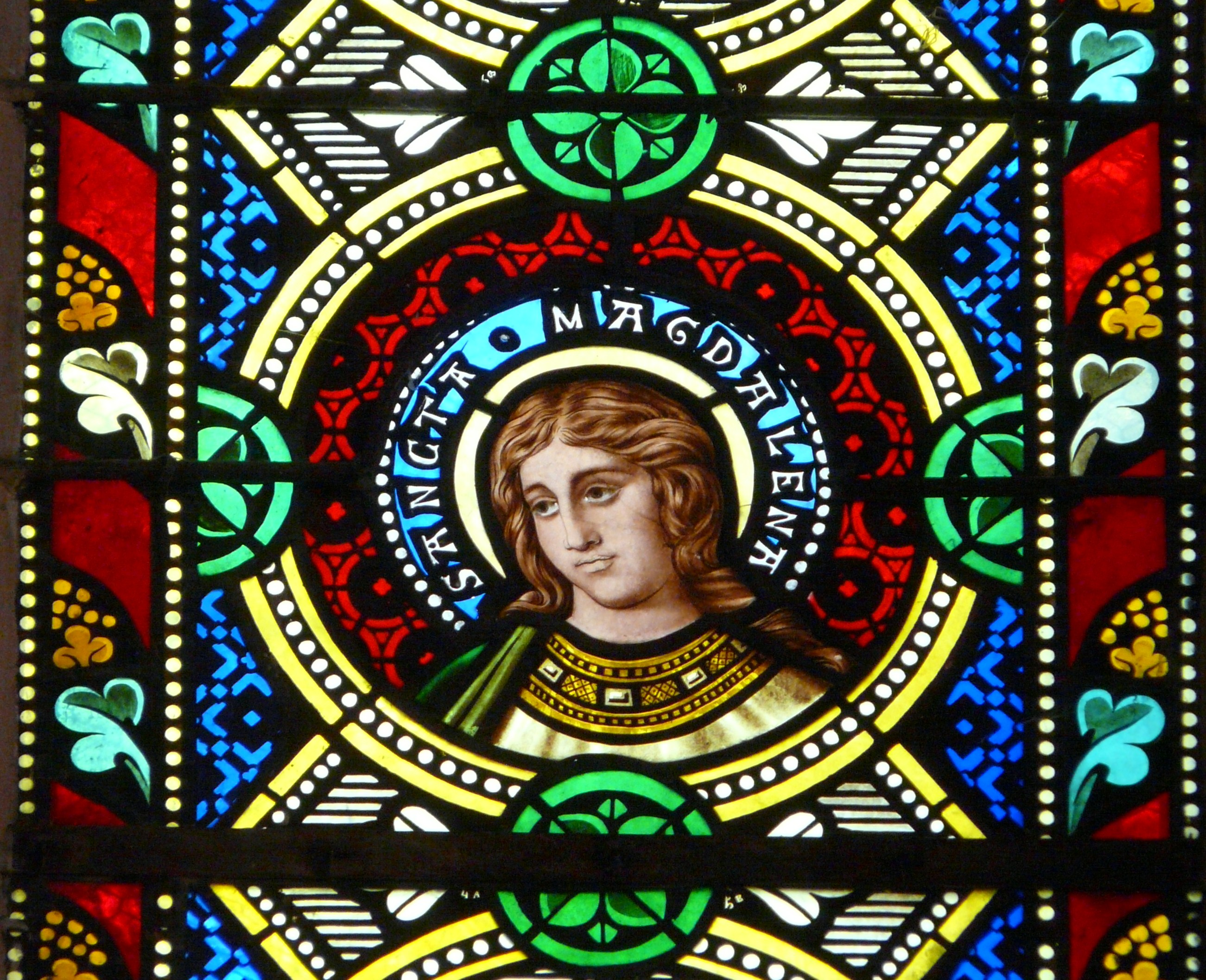
Detail eines Glasfensters im Chor mit der heiligen Maria Magdalena
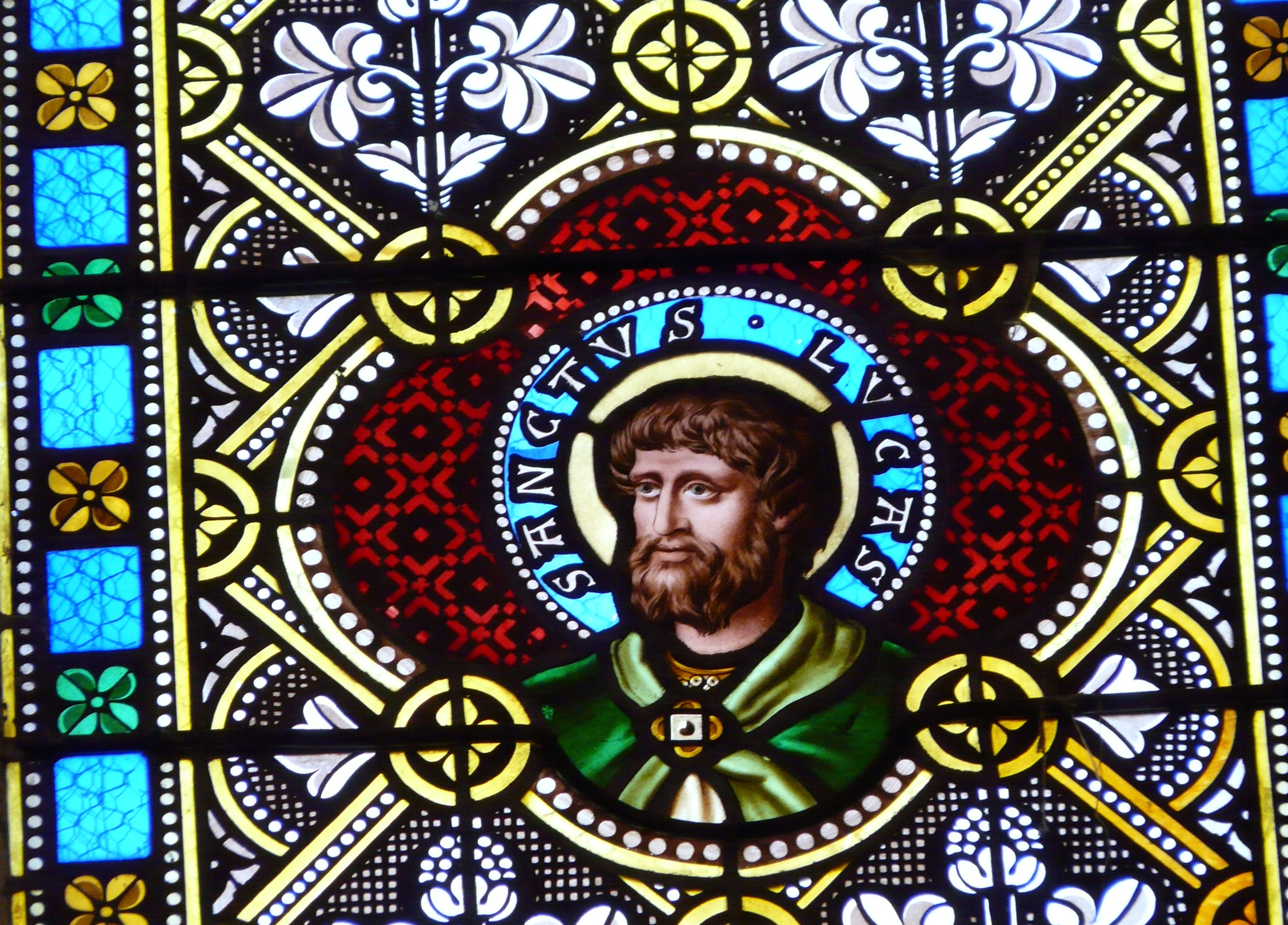
Detail eines Glasfensters im Kirchenschiff mit dem Apostel Lukas
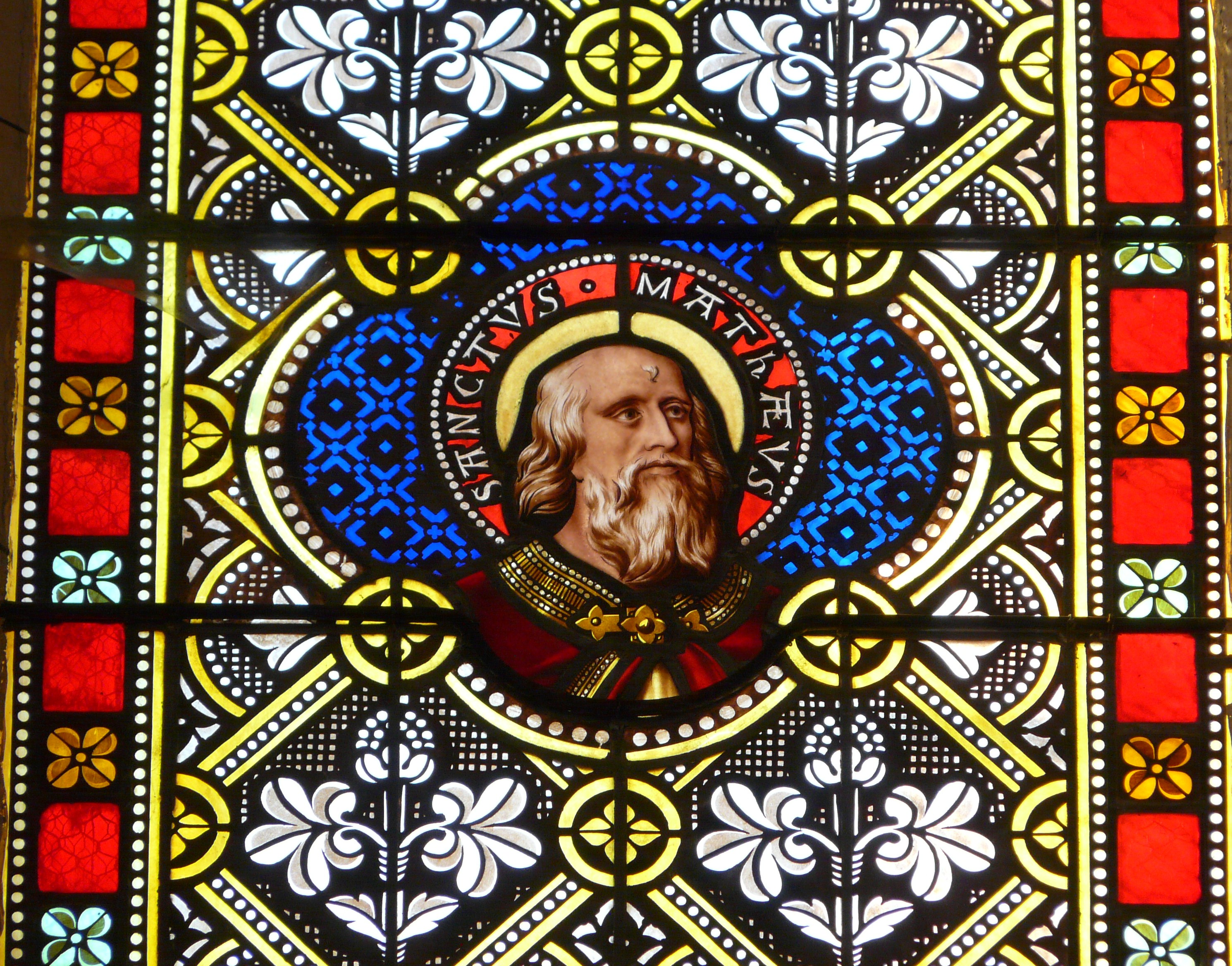
Detail eines Glasfensters im Kirchenschiff mit dem Apostel Matthäus
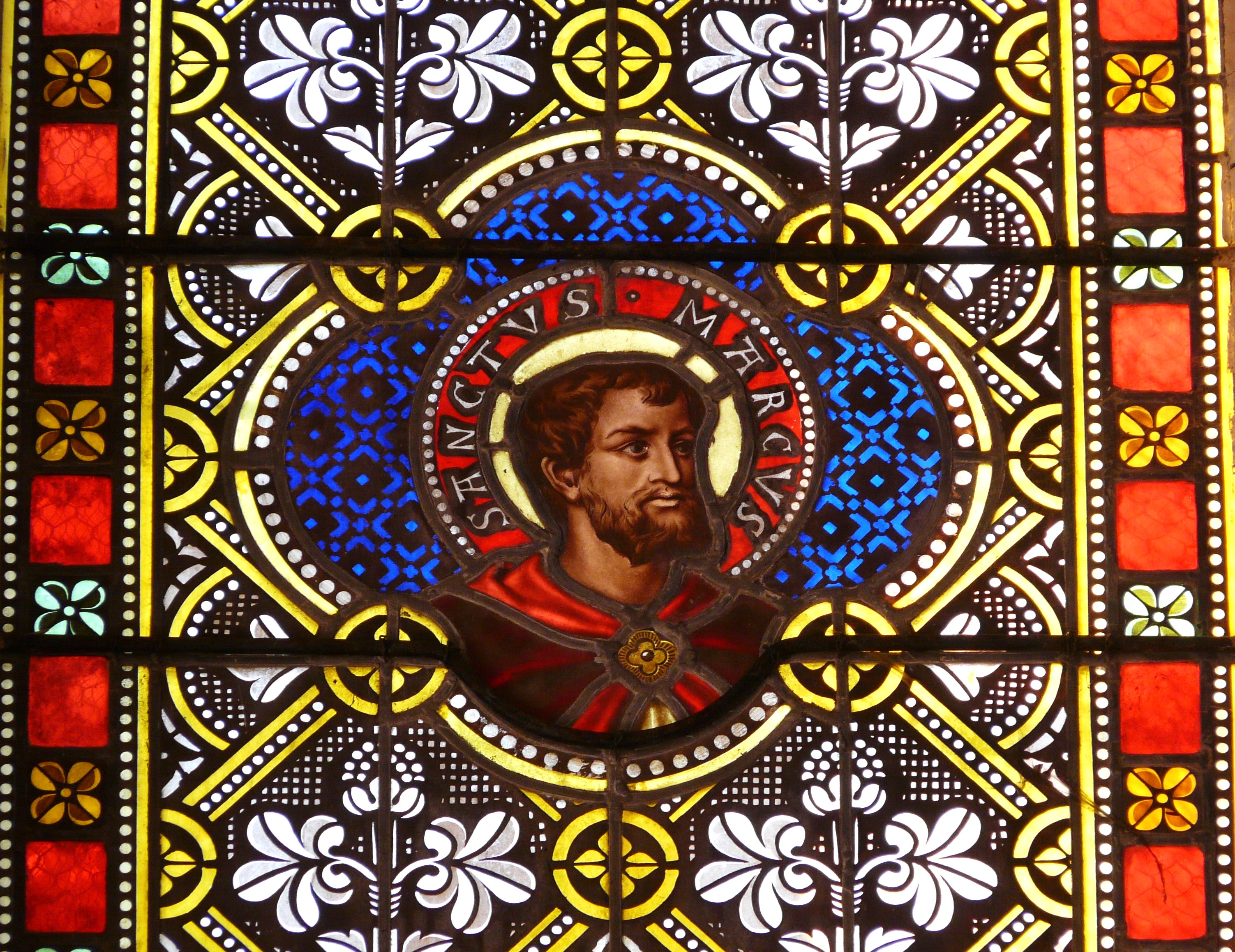
Detail eines Glasfensters im Kirchenschiff mit dem Apostel Markus
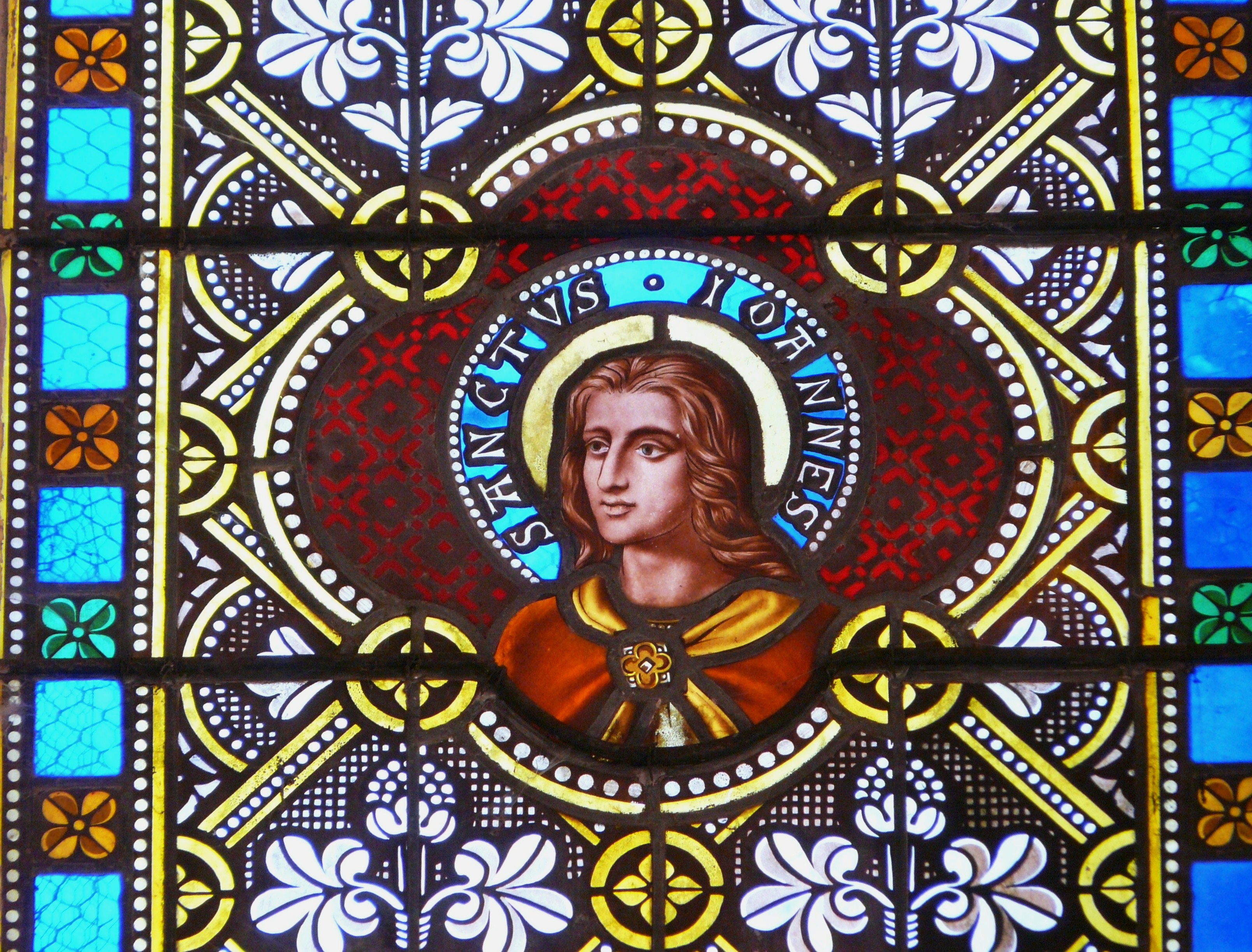
Detail eines Glasfensters im Kirchenschiff mit dem Apostel Johannes
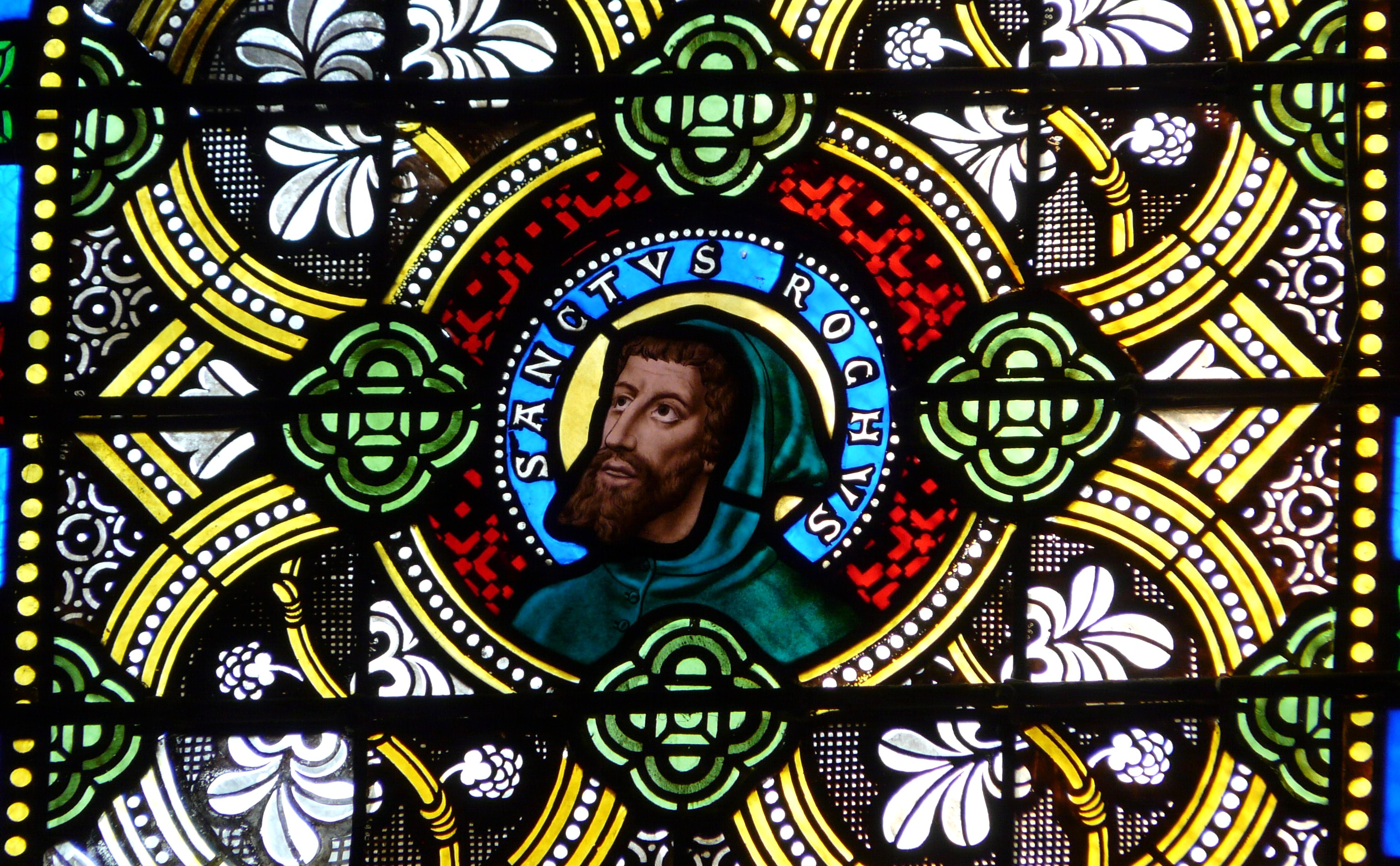
Detail eines Glasfensters im Querschiff mit dem heiligen Rochus
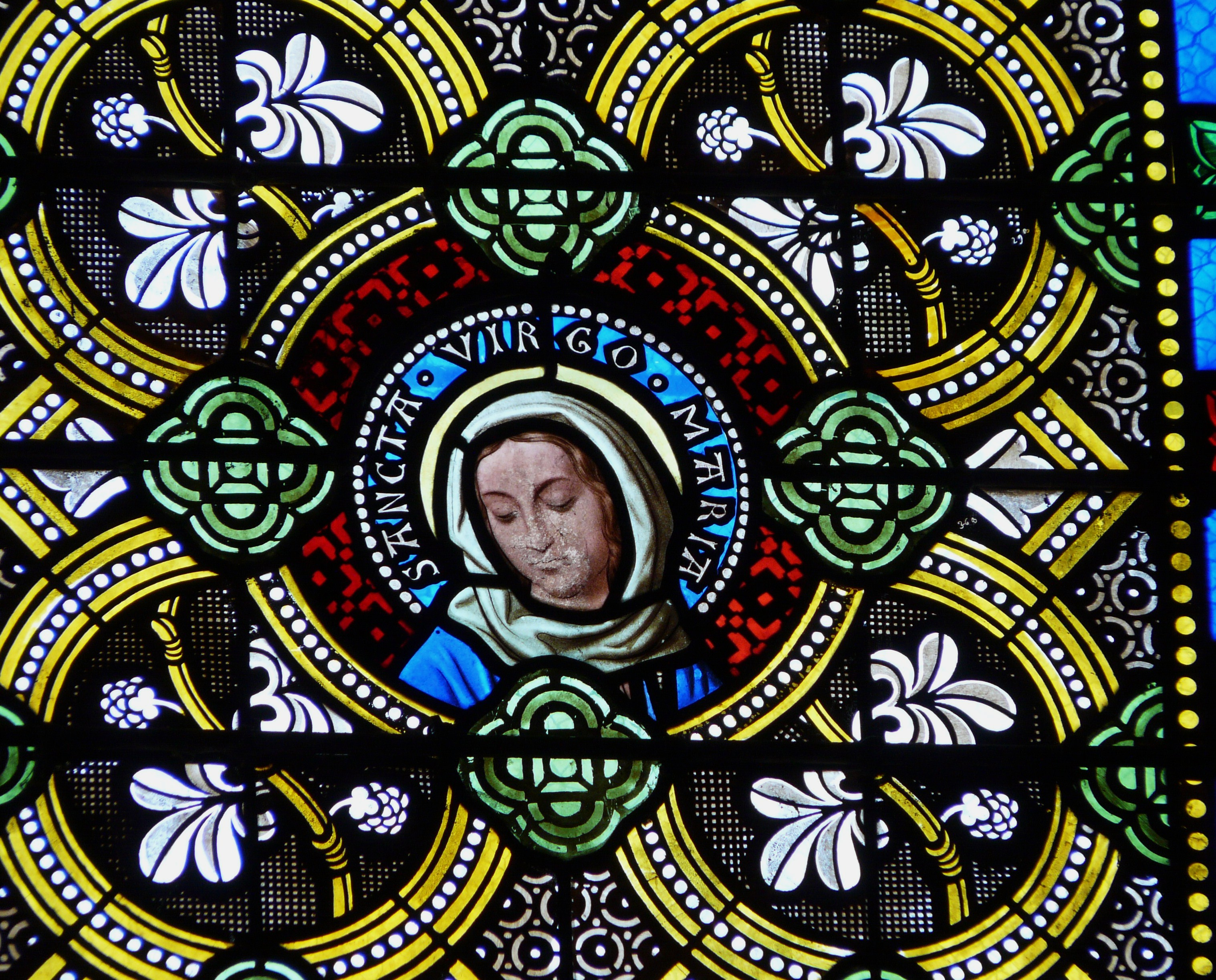
Detail eines Glasfensters im Querschiff mit Maria

### SchlossLes Baudies
Das im Stil der Renaissance erbaute Anwesen befindet sich nahe dem Zentrum der Gemeinde. Im Laufe der Jahrhunderte befand es sich im Besitz von berühmten Persönlichkeiten. Am Ende des 17. Jahrhunderts und sicherlich bereits in früherer Zeit bewohnte die Familie Gonthiers das Schloss. In den ersten Jahren des 18. Jahrhunderts wurde die Familie Moreau seine Besitzerin. Gegen 1840 erwarb der Bankier Bourson das Gebäude von Jean Elie Morand Dupuch, Soldat und Ehemann von Gabrielle Gontaut, deren Familie das Schloss seit 1723 besaß. Bourson hatte Geld, wandelte das Schloss um und finanzierte den Bau der Pfarrkirche. Vermutlich hat er in dieser Zeit den Hügel um das Schloss in einen ausgedehnten Weinberg umgewandelt, dessen Reben aber 1875 durch den Befall der Reblaus vollständig zerstört wurden. M. Vizerie, Sohn des Arztes Vizerie in Bergerac, verweilte 1870 für einige Jahre im Schloss. Der Finanzbeamte Albert Cantellaube de Ritat erwarb es 1895 und behielt es bis zum Jahre 1933. Er restaurierte das Schloss und ließ Türme errichten, die ihm sein heutiges Aussehen verleihen. Das Schloss ist heute in Privatbesitz der Familie Abbadie d’Arrast und nicht zu besichtigen.

### Burgruine Milhac

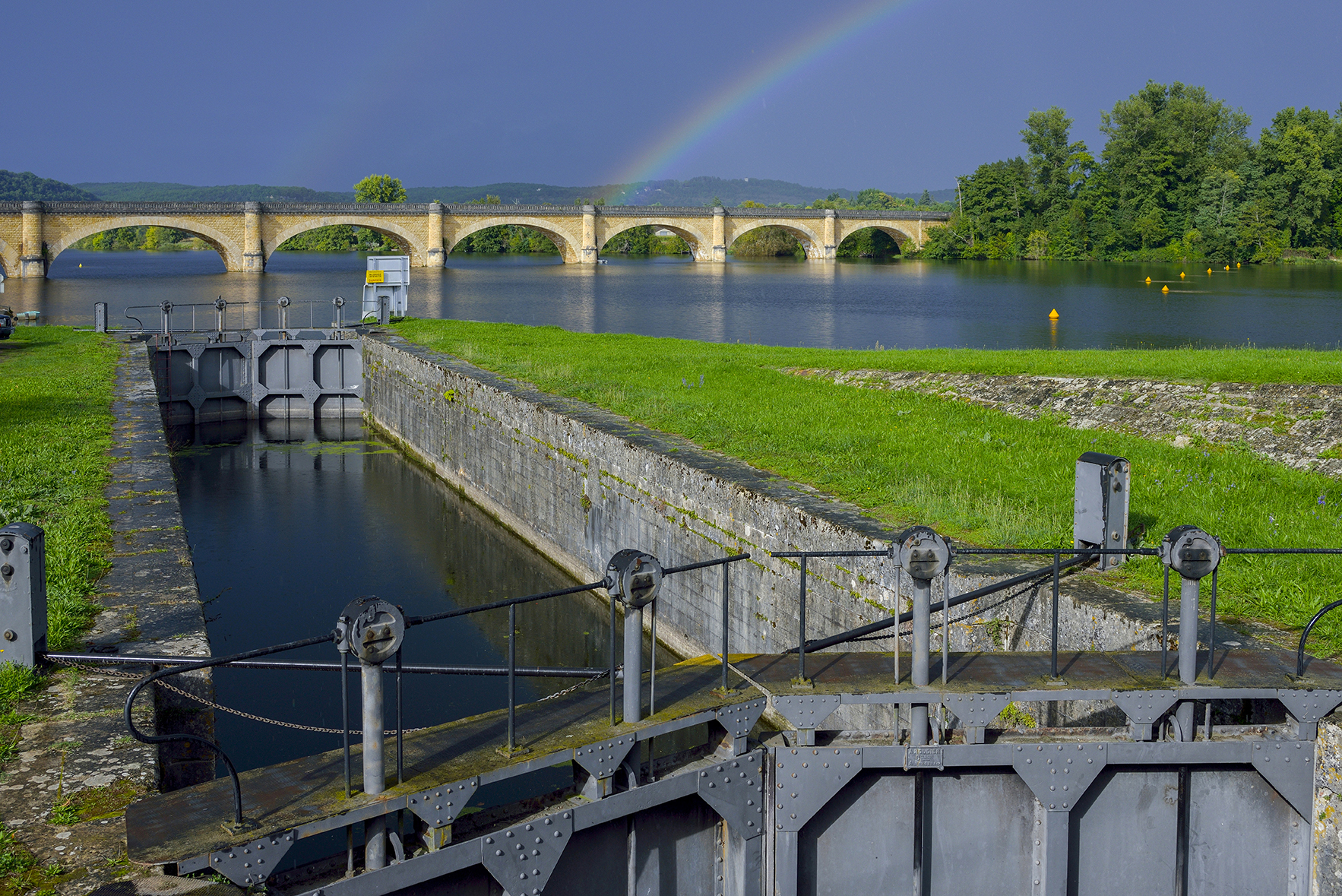
Einfahrt in den Canal de Lalinde, im Hintergrund die Eisenbahnbrücke über die Dordogne

Die Burg Milhac, oder auch Burg Branthomme genannt, ist ein Fragment einer verschwundenen Burg, die 1116 unter dem Namen Castrum Ameliacum erwähnt wurde. Sie war Sitz der Kastellanei von Millac. Papst Clemens V. erwarb im 14. Jahrhundert das Lehen zugunsten des Erzbistums Bordeaux. Die Burg wurde 1442 von den Seigneurs von Limeuil und Sainte-Alvère vollständig zerstört. Heute sind nur noch beispielsweise ein viereckiger Brunnen und Reste von Mauern und einer Treppe zu sehen. Das Grundstück ist heute in Privatbesitz und der Öffentlichkeit nicht zugänglich.

### Canal de Lalinde
Die Schleuse von Mauzac ist in Teilen seit dem 11. September 1996 als Monument historique eingeschrieben.

### Naturschutzgebiete
Ein Teil des Gebiets von Mauzac-et-Grand-Castang am Dordogne-Ufer und an den kalksteinigen Anhöhen gehören zu den Naturschutzgebieten „Dordogne“ und „Coteaux calcaires de la vallée de la Dordogne“ im Rahmen der Natura 2000.
Gleichzeitig wurden zwei Zones naturelles d’intérêt écologique, faunistique et floristique (ZNIEFF) Typ 1 ausgewiesen.

## Wirtschaft und Infrastruktur

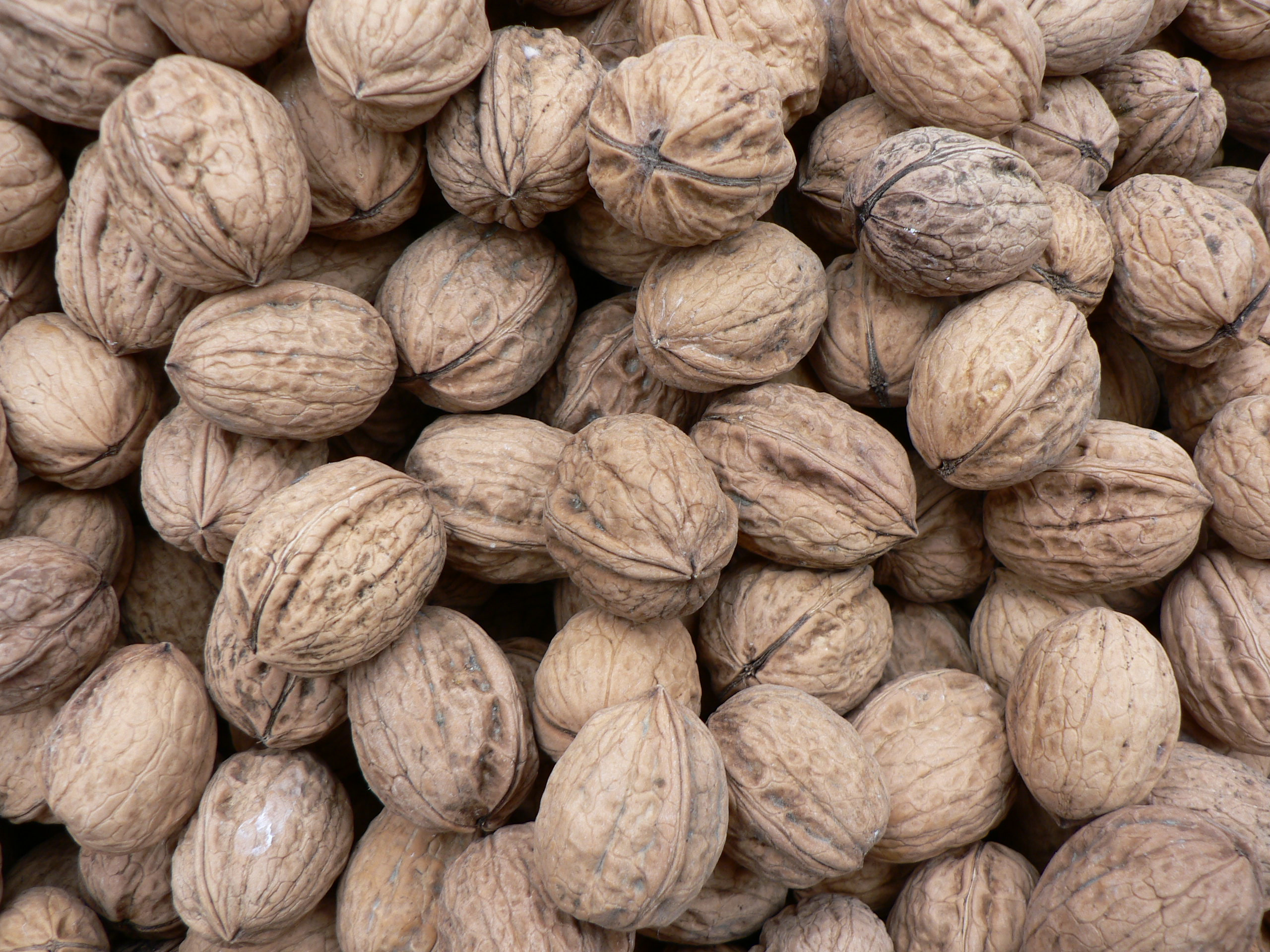
Walnüsse

Handel und Dienstleistungen sind die wichtigsten Wirtschaftsfaktoren der Gemeinde.
Mauzac-et-Grand-Castang liegt in den Zonen AOC der Noix du Périgord (Walnüsse des Périgord), und des Nussöls des Périgord.

### Bildung
Die Gemeinde verfügt über eine öffentliche Vor- und Grundschule mit 33 Schülerinnen und Schülern im Schuljahr 2018/2019.

### Sport und Freizeit

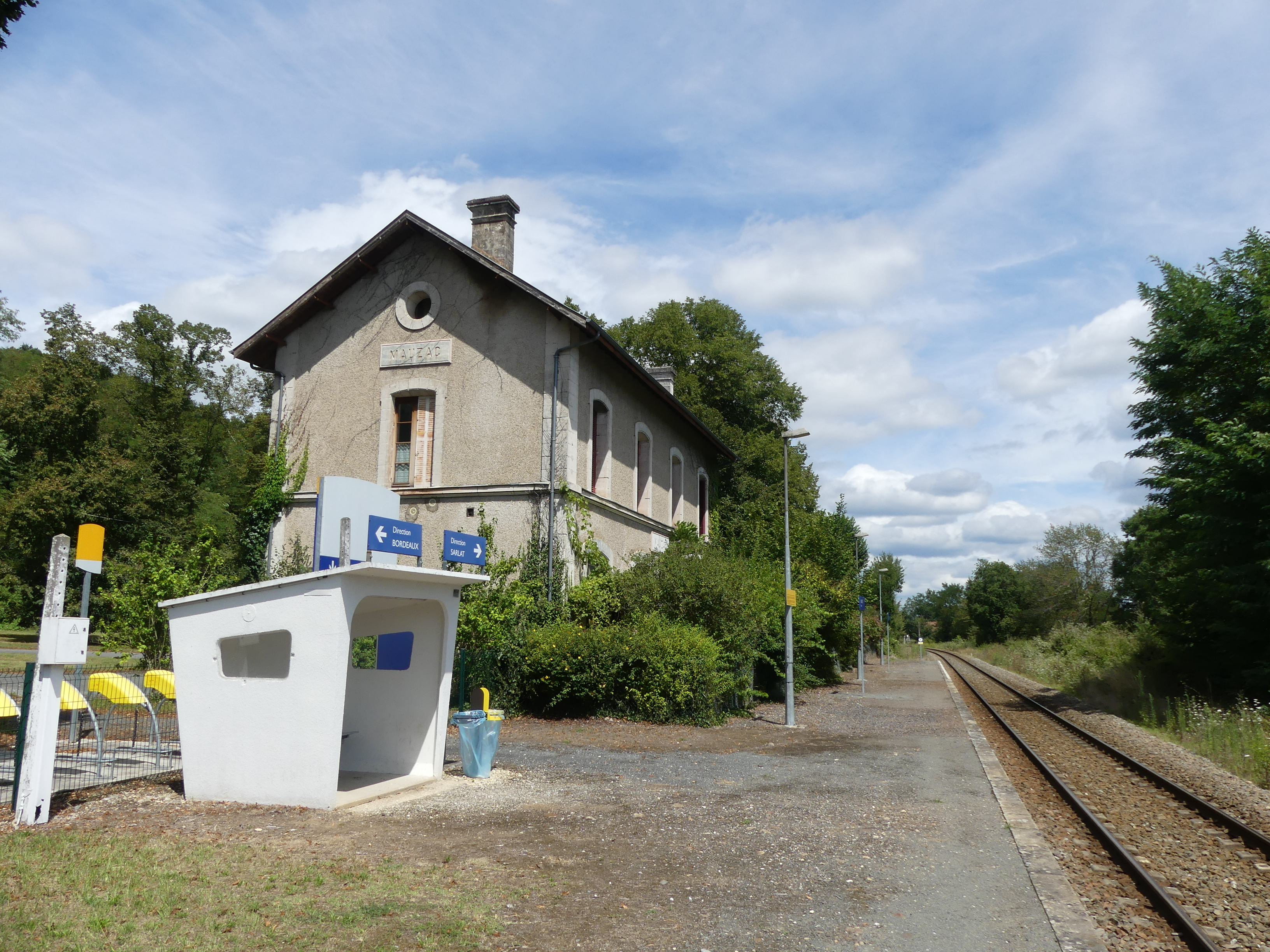
Haltepunkt mit Bahnhofsgebäude an der Eisenbahnstrecke

- Das Wasser der Dordogne wird durch das Wehr zwischen den Gemeinden Mauzac-et-Grand-Castang und Calès aufgestaut. Die aufgestaute Wasserfläche zieht Angler, Segler, Ruderer und Betreiber des Kanusports an. Die Ufer sind befestigt und laden zum Spazierengehen ein.[28]

- Der Fernwanderweg GR 6 von Sainte-Foy-la-Grande (Département Gironde) nach Saint-Paul-sur-Ubaye (Département Alpes-de-Haute-Provence) führt auch am Zentrum von Mauzac-et-Grand-Castang vorbei.[29]

- Der Rundweg Boucle du Canal de Lalinde - Mouleydier besitzt eine Länge von 31,2 km bei einem Höhenunterschied von 21 m. Er führt von Mouleydier beiderseits des Canal de Lalinde zum Zentrum von Mauzac-et-Grand-Castang und zurück.[30]

- Der Radrundweg Au fil de la Dordogne besitzt eine Länge von 77,2 km bei einem Höhenunterschied von 156 m. Er führt von Bergerac beiderseits der Dordogne auch durch das Zentrum von Mauzac-et-Grand-Castang.[31]

### Verkehr
Die Route départementale 8 durchquert im Norden das Gemeindegebiet auf einem kurzen Abschnitt. Sie verbindet Mauzac-et-Grand-Castang im Norden mit der Nachbargemeinde Sainte-Foy-de-Longas und im weiteren Verlauf mit Périgueux. Die Route départementale 31 führt im Westen zur Nachbargemeinde Lalinde und mündet dort in die Route départementale 703, die ehemalige Route nationale 703, die die Gemeinde von Nordost nach Südwest durchquert.
Mauzac-et-Grand-Castang besitzt einen Haltepunkt auf der Linie 26 des TER Aquitaine, einer Regionalbahn der staatlichen SNCF, die die Strecke von Bordeaux nach Sarlat-la-Canéda bedient.

## Persönlichkeiten
- André Goustat, geboren am 18. Mai 1935 in Mauzac-et-Saint-Meyme-de-Rozens, gestorben am 27. Juli 2016, war französischer Politiker. Er war Bürgermeister von Mauzac-et-Saint-Meyme-de-Rozens und Mauzac-et-Grand-Castang, Mitglied des Regionalrats und 1986 Mitbegründer der französischen Partei Chasse, pêche, nature, traditions.[32]

- Das Tanzpaar Desha und Jean Myrio Delteil wohnte in Mauzac. Sie empfingen und versteckten Josephine Baker, Maurice Chevalier und seine Freundin Nita Raya im Mai 1940 vor den heranrückenden deutschen Truppen.[33]